# Mobvoi
Mobvoi — компания разработчик систем искусственного интеллекта (AI), распознавания китайской речи, обработки естественного языка и технологии внутреннего вертикального поиска.
В состав ядра команды Mobvoi входят инженеры Google, разработчики систем искусственного интеллекта, бывшие сотрудники Nokia, инженеры и разработчики из ведущих университетов, таких как Johns Hopkins, Harvard, MIT, Cambridge и Tsinghua, а также из ведущих Интернет-компаний, таких как Yahoo Beijing, Baidu, Tencent и другие. Более 60 % команды Mobvoi — инженеры.
С момента создания, компания Mobvoi прошла 5 этапов инвестирования от Sequoia Capital, Zhenfund, SIG, Perfect Optronics Ltd, Goertek и Google с общей суммой сбора средств в размере 75 млн долларов США.

## История компании
Mobvoi была основана Жифи Ли в октябре 2012 года. В мае 2013 года Mobvoi выпустила службу голосового поиска, представленную в популярном приложении для обмена сообщениями, WeChat.
В 2014 году Mobvoi запустили своё независимое приложение для голосового поиска под названием Chumenwenwen, которое охватывает более 60 областей вертикального поиска, включающие в себя различные типы повседневной информации.
В 2014 году Mobvoi выпустила собственную операционную систему основанную на Android, Ticwear OS 1.0. Mobvoi начали сотрудничество с Frog Designto для выпуска умных часов Ticwatch. В июне 2015 года Mobvoi запустил Ticwatch в Китае с использованием Ticwear 3.0. Ticwatch занимает первое место по продажам умных часов на основе Android в Китае, после Apple Watch на таких платформах, как JD.com, Tmall, Suning и Amazon. Ticwatch пользуются более 100 000 человек.
Android Wear заключили стратегическое партнёрство с Mobvoi для совместной работы по внедрению Android Wear в Китае. Moto 360 является первым устройством Android Wear в Китае, которое позволяет осуществлять голосовой поиск и генерацию голоса на китайском языке разработанное с помощью Mobvoi. Компания Mobvoi запустила сервис Mobvoi Store, который является официальным партнером Android Wear в Китае.
В 2016 году компания Mobvoi запустила Ticauto — зеркало заднего вида для автомобилей использующее искусственный интеллект. Ticauto и Ticmirror были продемонстрированы на выставке CES 2016 в разделе инноваций в автомобильной отрасли.
В июне 2016 года был запущен сбор средств для проекта Ticwatch 2 на платформе JD crowdfunding и в течение 11 дней было собрано 12 миллионов юаней. 25 июля 2016 года компания Mobvoi запустила сбор средств для проекта Ticwatch 2 Global Edition на Kickstarter. Проект на Kickstarter достиг своей цели в 50 тысяч долларов США менее чем за десять минут. Кампания собрала более 2 миллионов в поддержку проекта менее чем за 29 дней.

## Список товаров от Mobvoi
1. Chumenwenwen Mobile Voice Search
2. TicAuto
3. TicMirror and TicEye
4. TicWatch and TicWatch 2 (умные часы)
5. TicHome Mini (голосовой помощник)
6. TicWatch Sport & Express (умные часы)
7. TicWatch Pro (умные часы)[19]
8. TicPods ANC (беспроводные наушники)[20]
9. TicPods 2 Pro + [21]
10. Ticwatch C2 (умные часы)[22][23]
11. TicWatch S2 & E2 (умные часы)[24]
12. TicWatch Pro 3 GPS (умные часы)[25]
13. TicWatch Pro 3 Ultra GPS (умные часы)
14. TicWatch E3 (умные часы)[26]
15. TicWatch Atlas (умные часы)[27]